# Ǚ
Das Ǚ, ein Ü mit Hatschek (ˇ), ist ein Buchstabe des Lateinischen Schriftsystems.
Das ǚ wird in der chinesischen Umschrift Pinyin verwendet, einen dem deutschen „ü“ ähnlichen Laut im fallend-steigenden Ton (von mittelhoher Stimmlage ins Tiefe und wieder hoch), dem dritten Ton des Hochchinesischen 上聲 / 上声,  shǎng shēng, darzustellen. 
Beispiel:  女 – „Frau“, Pinyin: nǚ, alternativ: nü3 (ⓘ)
Da mandarinchinesische Worte nicht mit einem Vokal »Ü« beginnen, wird in diesem Zusammenhang bei standardmäßiger Groß-/Kleinschreibung nur der Kleinbuchstabe verwendet. Der 3. Ton wird auch für andere Vokale mit dem Hatschek dargestellt. In der taiwanesischen Zhuyin-Lautschrift entspricht »ㄩˇ«.
Unicode enthält das Ǚ an den Codepunkten U+01D9 (Großbuchstabe) und U+01DA (Kleinbuchstabe) des Blocks Lateinisch, erweitert-B.